# Box Office Mojo
Box Ofifice Mojo és una web que ofereix informació sobre pel·lícules. La web va començar a l'agost del 1998 i ara rep més d'un milió de visitants mensuals. La seva informació es troba actualitzada contínuament. És possible veure-hi la recaptació de les pel·lícules. El juliol de 2008, el lloc va ser comprat per Amazon.com a través de la seva filial d'Internet Movie Database.